# Mercy (canção de OneRepublic)
"Mercy" é uma canção da banda norte-americana de rock OneRepublic. A canção foi extraída como quarto single oficial do primeiro álbum de estúdio da banda, Dreaming Out Loud, lançado em 2007. A canção conta com a composição de Ryan Tedder, vocalista da banda em parceria com Andrew Brown.

## Videoclipe
O videoclipe da canção foi lançado em 15 de agosto de 2008 exclusivamente no Reino Unido, no canal musical "Q". O vídeo foi filmado em preto e branco e mostra a banda fazendo uma performance da canção em uma praia.

## Charts
| Chart                              | Melhor posição |
| ---------------------------------- | -------------- |
| Estados Unidos - Billboard Hot 100 | 57             |
| Reino Unido - UK Singles Chart     | 52             |
| Países Baixos - Dutch Top 40       | 54             |